# Тейран I
Тиберій Юлій Тейран I (*Τιβέριος Ἰούλιος Τειρανης, д/н —278/279) — цар Боспору в 275—278/279 роках.

## Життєпис
Походив з династії Тиберіїв Юліїв. Молодший син боспорського царя Рескупоріда V (IV). Відомо замало. У 275 або 276 році після смерті середнього брата Сингеса став новим співправителем батька. Продовжив традицію, за якою виключив з тронного імені почесні епітети Філоцезар і Філоромеос, що було пов'язано з залежністю від герулів і боранів, германських племен, — ворогів Римської імперії.
У 276 році, під час або вже після смерті Рескупоріда V, виступив проти готів або боранів, яким завдав рішучої поразки. Про місце та перебіг битви нічого невідомо: напевне їх було дві — морська (біля узбережжя Криму), інша — на суходолі.
Перемогам було надано сакральний характер: йдеться в написі на постаменті пам'ятника (знайдено в Керчі) «богам небесним, Зевсу і Гері Рятівнікам», де перемога дорівнюється порятунку держави. В ньому згадано імена і посади багатьох справжніх і колишніх царедворців, організованих в особливу сакральну колегію арістопілитів, присвячену Зевсу і Гері.
Вважається, що від цього часу загроза з боку варварів значно зменшилася. Це також було пов'язано з подоланням кризи в Римській імперії за часів імператора Авреліана, який завдав германцям низку важких поразок.
Ім'я Тейрана згадується на численних монета — ΒΑΣΙΛΕΩΣ ΤΕΙΡΑΝΟΥ, які за його правління значно зменшили вміст срібла й бронзи, збільшивши наповнення міддю. Водночас саме Тейран I зовнішніми успіхами заклав основи нового тимчасового відродження Боспорського царства. Саме він у 275 році відновив карбування боспорської монети.
Ймовірно було повалено у 278 або 279 році шваґром (або братом) Хедосбієм.

## Родина
- Савромат IV?
- Фофорс